# توقف الانقباض
توقف الانقباض (بالإنجليزية: Asystole)‏، والمعروف بالعامية نوبة قلبية، هو حالة من توقف النشاط الكهربائي للقلب، حيث لا تقوم عضلة القلب بالتقلصات مما يؤدي إلى توقف النبض وأيضًا توقف تدفق الدم إلى القلب. وتوقف الانقباض هو واحد من الشروط التي يمكن أن تستخدم لممارس طبي للمصادقة الموت السريري أو القانونية.
يتم التعامل مع توقف الانقباض عن طريق الإنعاش القلبي الرئوي (CPR) جنبا إلى جنب مع الرافعة للضغط الوريد مثل (الأدرينالين). في بعض الأحيان يمكن أن يتم الكشف عن سبب عكسها الكامنة وعلاجها (ما يسمى ب 'H وتي في'، ومثال على ذلك هو نقص بوتاسيوم الدم). العديد من التدخلات الموصى بها هي اعطاء الأتروبين في الوريد واجراء عملية الصدمات الكهربائية - والتي لم تعد جزءا من بروتوكولات الروتينية موصى بها من قبل معظم الهيئات الدولية الكبرى .
معدلات البقاء على قيد الحياة في مريض السكتة القلبية مع توقف الانقباض هي أقل بكثير من المريض مع إيقاع قابلة للصدمات الكهربائية. معدلات البقاء على قيد الحياة خارج المستشفى (حتى مع التدخل في حالات الطوارئ) هي أقل من 2 في المئة.
حالة توقف القلب عن الانقباض، ويتميز التوقف عن الرجفان، حيث تستمر النشاط الكهربائي، ولكن النشاط الحركي يتوقف حيث يتوقف فيها القلب عن الخفقان. اعراضها السريرية، وأسبابها وعلاجها مماثلة لتوقف القلب.

## الأسباب المحتملة
وتشمل الأسباب الكامنة المحتملة.
- نقص حجم الدم
- نقص الأكسجة
- هيدروجين الأيونات (حماض)
- انخفاض حرارة الجسم(Hypothermia)
- فرط بوتاسيوم الدم أو نقص بوتاسيوم الدم
- نقص سكر الدم
- أقراص أو تسمم (جرعة دواء زائدة)(Drug overdose)
- دكاك قلبي
- استرواح الصدر
- جلطة (احتشاء عضل القلب)
- الجلطة (انسداد الرئوي)
- صدمة (نقص حجم الدم

## العلاج

### نقص كمية الدم
حالة نقص حجم الدم في هذا المرض طفيفة ويمكن أن تمت السيطرة عليها تماما (مثل التبرع بالدم من الأصحاء الذين ليس فقر الدم) قد يمكن مواجهته أيضا مع بقية الأولي لمدة تصل إلى نصف ساعة.واعطاء السوائل عن طريق الفم والتي تشمل السكريات المعتدلة و الشوارد وهناك حاجة لتجديد أيونات الصوديوم المنضب. وعلاوة على ذلك يتم أيضا اعطاء المشورة للمتبرع مثل ان يأكل وجبات جيدة غنية بالبروتينات خلال الأيام القليلة المقبلة، هذا من شأنه أن ينطوي على حجم السائل من أقل من واحد لتر، على الرغم من أن هذا يعتمد بشكل كبير على وزن الجسم. كما ينبغي تقييم نقص حجم الدم أكثر جدية من قبل الطبيب.

### الإسعافات الأولية
يجب السيطرة على النزيف الخارجي بواسطة الضغط المباشر. إذا فشل الضغط المباشر، وهو عاصبة يجب أن تستخدم في حالة شديدة نزف التي لا يمكن أن يسيطر عليها الضغط المباشر. استخدام عاصبة في المدنية الإسعافات الأولية، هو الآن ينادي كجزء من نهج C-ABC. تقنيات أخرى مثل الارتفاع ونقاط الضغط ليست دائما فعالة ولكن لا يزال ينبغي أن يكون حاول. وكقاعدة عامة من الإبهام، في أي مكان يمكنك أن تشعر نبضه يمكن استخدامها كورقة ضغط لوقف النزيف (مع استثناء واضح من نبضات الشريان السباتي!). إذا كان مزود الإسعافات الأولية يعترف الداخلية نزيف التدبير المنقذة للحياة أن تأخذ هو الدعوة على الفور الحصول على المساعدة في حالات الطوارئ.

### الرعاية الميدانية
ينبغي استخدام الأكسجين في حالة الطوارئ على الفور لكي يتم زيادة كفاءة إمدادات الدم المتبقية عند المريض. هذا التدخل الطارئ يمكن أن يكون منقذة للحياة. والآثار لزيادة الأوكسجين في التنفس في حجم تسيطر النزفية نموذج نتيجة صدمة في الفئران.
استخدام السوائل في الوريد (الحبس) قد يساعد في تعويض عن حجم السائل المفقود، ولكن السوائل الوريدية لا يمكن أن تحمل الأوكسجين في الدم الطريقة التي يمكن، مع ذلك بدائل الدم يجري تطويرها والتي يمكن . التسريب من الغروانية أو بلوراني سوف السوائل الوريدية تمييع أيضا عامل التخثر ق داخل الدم، مما يزيد من خطر النزيف . فمن الأفضل الممارسة الحالية للسماح انخفاض ضغط الدم متساهل في المرضى الذين يعانون من نقص حجم الدم صدمة  على حد سواء لضمان عوامل التخثر لم يتم تخفيفه بشكل مفرط ولكن أيضا لوقف ضغط الدم تثار بشكل مصطنع إلى نقطة حيث «تباعدت عن» الجلطات التي شكلت .

### العلاج في المستشفى
إذا كان سبب نقص حجم الدم عن طريق الأدوية، وإقامة الترياق قد يكون من المناسب رصدها بعناية لتجنب صدمة أو ظهور غيرها من الشروط الموجودة من قبل .
استبدال السوائل هو مفيد في نقص حجم الدم من المرحلة الثانية، وضروري في المرحلة 3 و4 .

## معرض صور

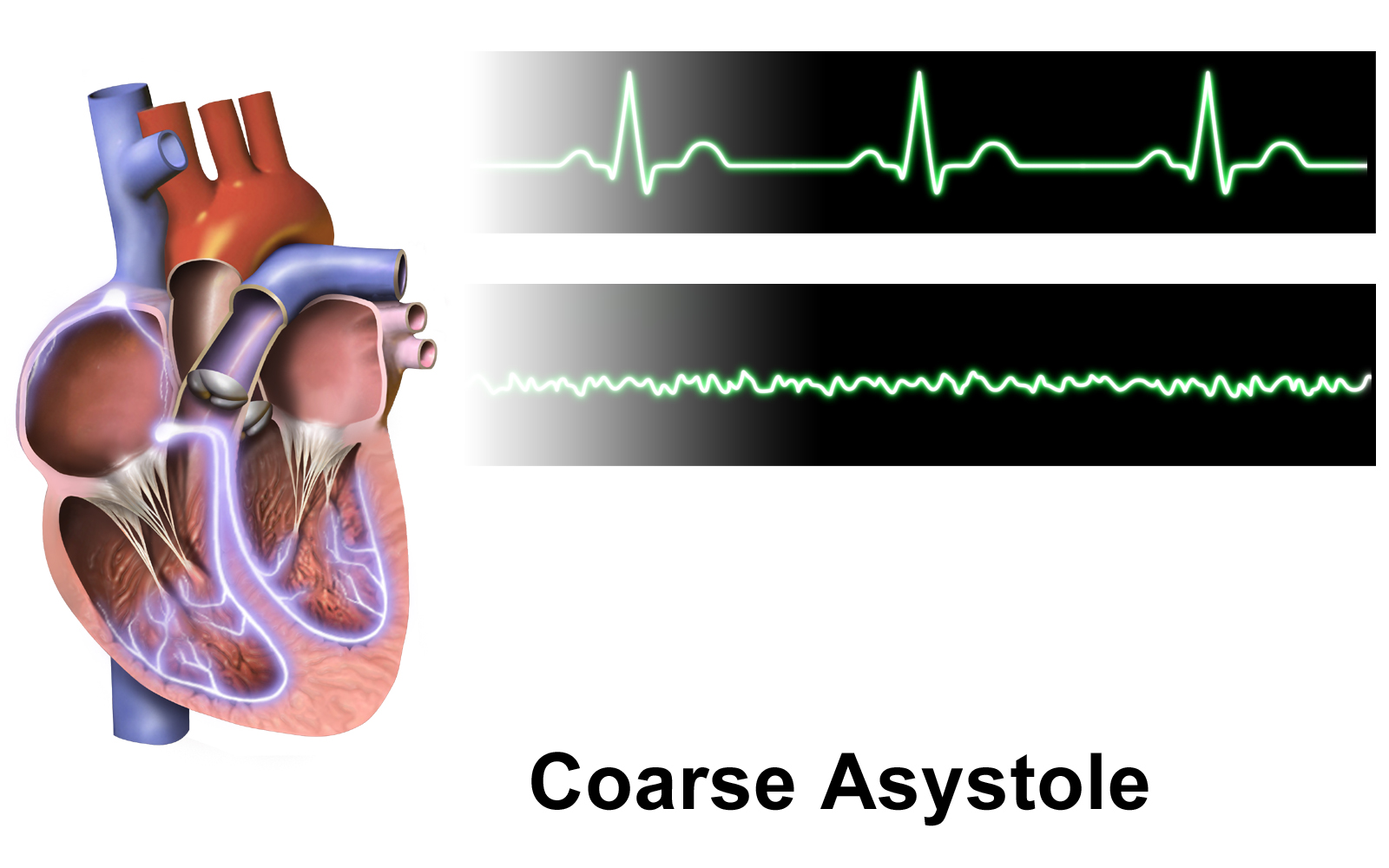
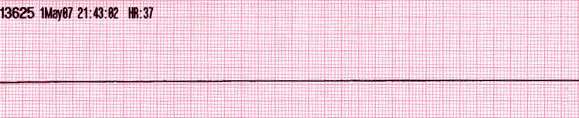
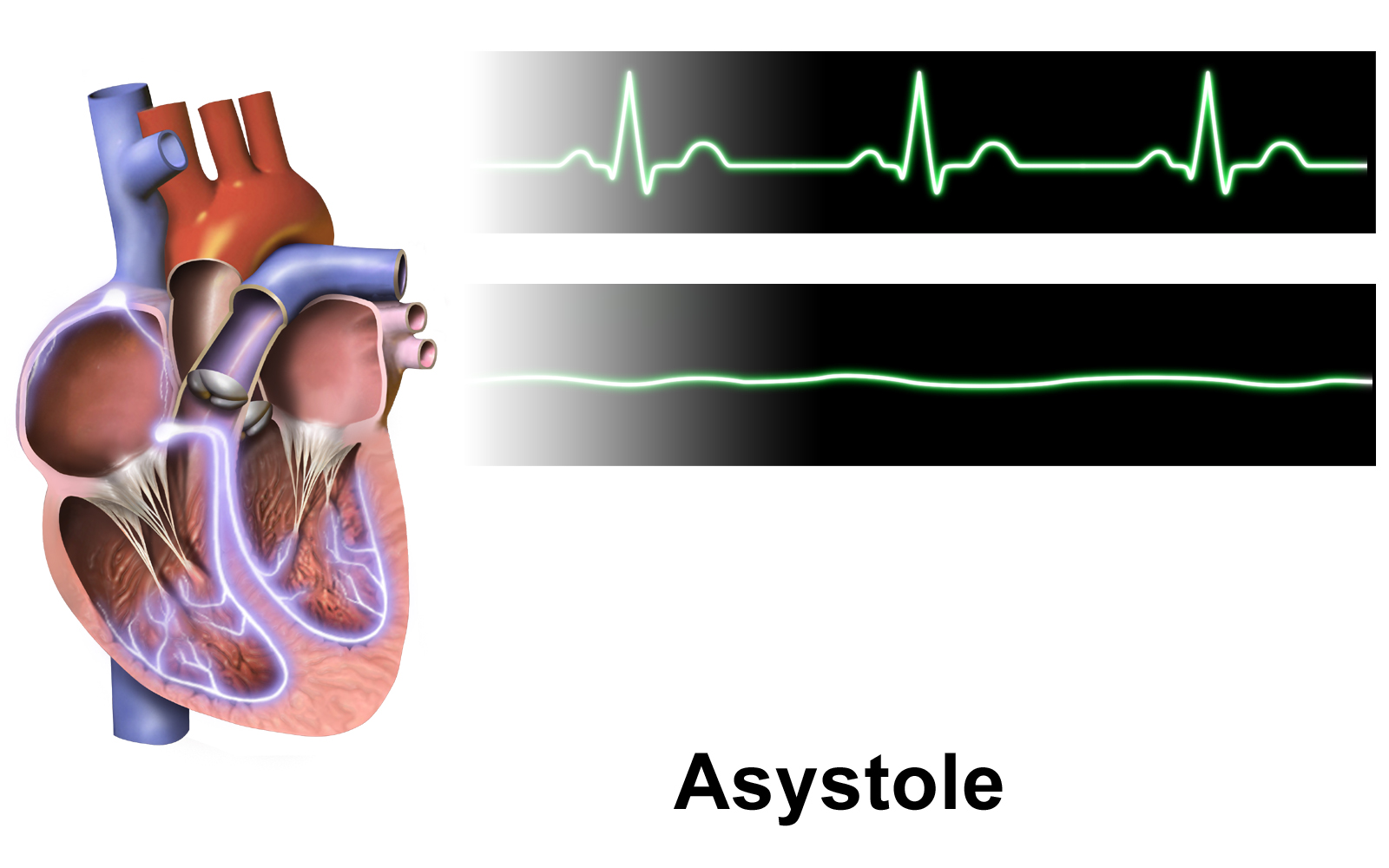

## وصلات اضافية
- http://emedicine.medscape.com/article/757257-overview
- http://asystoleisstable.blogspot.co.uk/